# العلاقات الإسبانية البيروية
العلاقات الإسبانية البيروفية هي العلاقات الثنائية التي تجمع بين إسبانيا وبيرو.

## مقارنة بين البلدين
هذه مقارنة عامة ومرجعية للدولتين:
| وجه المقارنة                                              | إسبانيا                                                                             | بيرو                                   |
| --------------------------------------------------------- | ----------------------------------------------------------------------------------- | -------------------------------------- |
| المساحة (كم2)                                             | 505.99 ألف                                                                          | 1.29 مليون                             |
| عدد السكان (نسمة)                                         | 46.73 مليون                                                                         | 32.16 مليون                            |
| الكثافة السكانية (ن./كم²)                                 | 92.35                                                                               | 24.93                                  |
| العاصمة                                                   | مدريد                                                                               | ليما                                   |
| اللغة الرسمية                                             | اللغة الإسبانية، اللغة الغاليسية، لغة بشكنشية، اللغة الكتالونية، اللغة الأوكسيتانية | اللغة الإسبانية، اللغة الأيمرية، كتشوا |
| العملة                                                    | يورو، بيزيتا إسبانية                                                                | سول بيروفي جديد                        |
| الناتج المحلي الإجمالي (بليون دولار)                      | 1.31 تريليون                                                                        | 211.39 مليار                           |
| الناتج المحلي الإجمالي (تعادل القوة الشرائية) بليون دولار | 1.77 تريليون                                                                        | 393.13 مليار                           |
| الناتج المحلي الإجمالي الاسمي للفرد دولار أمريكي          | 28.16 ألف                                                                           | 6.03 ألف                               |
| الناتج المحلي الإجمالي للفرد دولار أمريكي                 | 38.00 ألف                                                                           | 11.99 ألف                              |
| مؤشر التنمية البشرية                                      | 0.876                                                                               | 0.740                                  |
| رمز المكالمات الدولي                                      | +34                                                                                 | +51                                    |
| رمز الإنترنت                                              | .es                                                                                 | .pe                                    |
| المنطقة الزمنية                                           | ت ع م+01:00، ت ع م+02:00                                                            | توقيت بيرو، 00                         |

## مدن متوأمة
في ما يلي قائمة باتفاقيات التوأمة بين مدن إسبانية وبيروفية:
- ترتبط سانتا كولوما دي جرامانيت مع Villa El Salvador [الإنجليزية]‏ باتفاقية توأمة.
- ترتبط شريش مع موكيغوا باتفاقية توأمة.
- ترتبط مدريد مع ليما باتفاقية توأمة منذ 19 يناير 1982.[17][17][17][17]
- ترتبط سانتا في مع Magdalena del Mar District [الإنجليزية]‏ باتفاقية توأمة.
- ترتبط ميورقة مع شيمبوتي باتفاقية توأمة.
- ترتبط ترجالة مع تروخيو باتفاقية توأمة.
- ترتبط بلباو مع مويوبامبا باتفاقية توأمة منذ 1988.
- ترتبط مالقة مع مقاطعة ميرافلوريس، ليما باتفاقية توأمة.
- ترتبط طليطلة مع مويوبامبا باتفاقية توأمة منذ 1978.
- ترتبط لاس بالماس دي غران كناريا مع شيمبوتي باتفاقية توأمة.
- ترتبط فيتوريا-غاستيز مع سولانا، بيرو باتفاقية توأمة.

## منظمات دولية مشتركة
يشترك البلدان في عضوية مجموعة من المنظمات الدولية، منها:
| علم المنظمة | اسم المنظمة                               | تاريخ انضمام إسبانيا | تاريخ انضمام بيرو |
| ----------- | ----------------------------------------- | -------------------- | ----------------- |
|             | مؤسسة التنمية الدولية                     | 18 أكتوبر 1960       | 30 أغسطس 1961     |
|             | يونسكو                                    | 30 يناير 1953        | 21 نوفمبر 1946    |
|             | وكالة ضمان الاستثمار متعدد الأطراف        | 29 أبريل 1988        | 2 ديسمبر 1991     |
|             | الأمم المتحدة                             | 14 ديسمبر 1955       | 31 أكتوبر 1945    |
|             | الفريق المعني برصد الأرض                  | ?                    | ?                 |
|             | الاتحاد البريدي العالمي                   | ?                    | ?                 |
|             | البنك الدولي للإنشاء والتعمير             | 15 سبتمبر 1958       | 31 ديسمبر 1945    |
|             | المنظمة الهيدروغرافية الدولية             | ?                    | ?                 |
|             | الاتحاد الدولي للاتصالات                  | 1866                 | 12 يوليو 1915     |
|             | منظمة حظر الأسلحة الكيميائية              | ?                    | ?                 |
|             | مؤسسة التمويل الدولية                     | 24 مارس 1960         | 20 يوليو 1956     |
|             | المركز الدولي لتسوية المنازعات الاستشارية | 17 سبتمبر 1994       | 8 سبتمبر 1993     |
|             | منظمة التجارة العالمية                    | ?                    | ?                 |
|             | منظمة الشرطة الجنائية الدولية             | ?                    | ?                 |

## أعلام
هذه قائمة لبعض الشخصيات التي تربطها علاقات بالبلدين:
- أوسكار بينافيدس (15 مارس 1876 – 2 يوليو 1945)
- أوغستو ليقيا (19 فبراير 1863[24][25] – 7 فبراير 1932[24][25])
- إدواردو لوبيز دي رومانا (19 مارس 1847 – 26 مايو 1912)
- إنكا غارثيلاسو دي لا فيغا (12 أبريل 1539[26][27][28] – 23 أبريل 1616[27][28][29])
- خوسيه باردو ذ باريدا (سياسي بيروفي، 24 فبراير 1864 – 3 أغسطس 1947)
- خوسيه بوستامانتي ص ريفيرو (15 يناير 1894 – 11 يناير 1989)
- خوسيه ماريا أرغيداس (كاتب بيروفي، 18 يناير 1911[30][31][32] – 28 نوفمبر 1969[30])
- روزا من ليما (متدينة بيروفية، 20 أبريل 1586[33][34][35] – 24 أغسطس 1617[33][34][35])
- سانتياغو أكاسيتي (لاعب كرة قدم إسباني، 22 نوفمبر 1977 – )
- فرانسيسكو موراليس بيرموديز (4 أكتوبر 1921[36][37] – )
- فرناندو تيري (7 أكتوبر 1912[38][39][40] – 4 يونيو 2002[38][39][40])
- فلورا تريستان (7 أبريل 1803[41][42][43] – 14 نوفمبر 1844[41][42][43])
- ماريو فارغاس يوسا (28 مارس 1936[44][45][46] – )
- مانويل برادو (21 أبريل 1889 – 15 أغسطس 1967)
- مانويل كاندامو (سياسي بيروفي، 14 يوليو 1841 – 7 مايو 1904)

## وصلات خارجية
- موقع وزارة الخارجية الإسبانية
- موقع وزارة الخارجية البيروفية